# توما المشكك

شكوكية القديس توما لكارافاجيو، المرسومة حوالي سنة 1602م تقريبًا

توما المشكك هو المشكك الذي رفض الإيمان دون تجربة شخصية مباشرة - في إشارة إلى توما الرسول، الذي رفض الإيمان بقيامة يسوع وظهوره للرسل العشرة الآخرين، حتى رأى ولمس الجروح التي تلقاها يسوع على الصليب.
جاء في إنجيل يوحنا 20: 27: «ثُمَّ قَالَ لِتُومَا: «هَاتِ إِصْبِعَكَ إِلَى هُنَا وَأَبْصِرْ يَدَيَّ، وَهَاتِ يَدَكَ وَضَعْهَا فِي جَنْبِي، وَلاَ تَكُنْ غَيْرَ مُؤْمِنٍ بَلْ مُؤْمِنًا»، كما جاء فيه أيضًا إنجيل يوحنا 20: 29: «قَالَ لَهُ يَسُوعُ: «لأَنَّكَ رَأَيْتَنِي يَا تُومَا آمَنْتَ! طُوبَى لِلَّذِينَ آمَنُوا وَلَمْ يَرَوْا».»

## معرض الصور

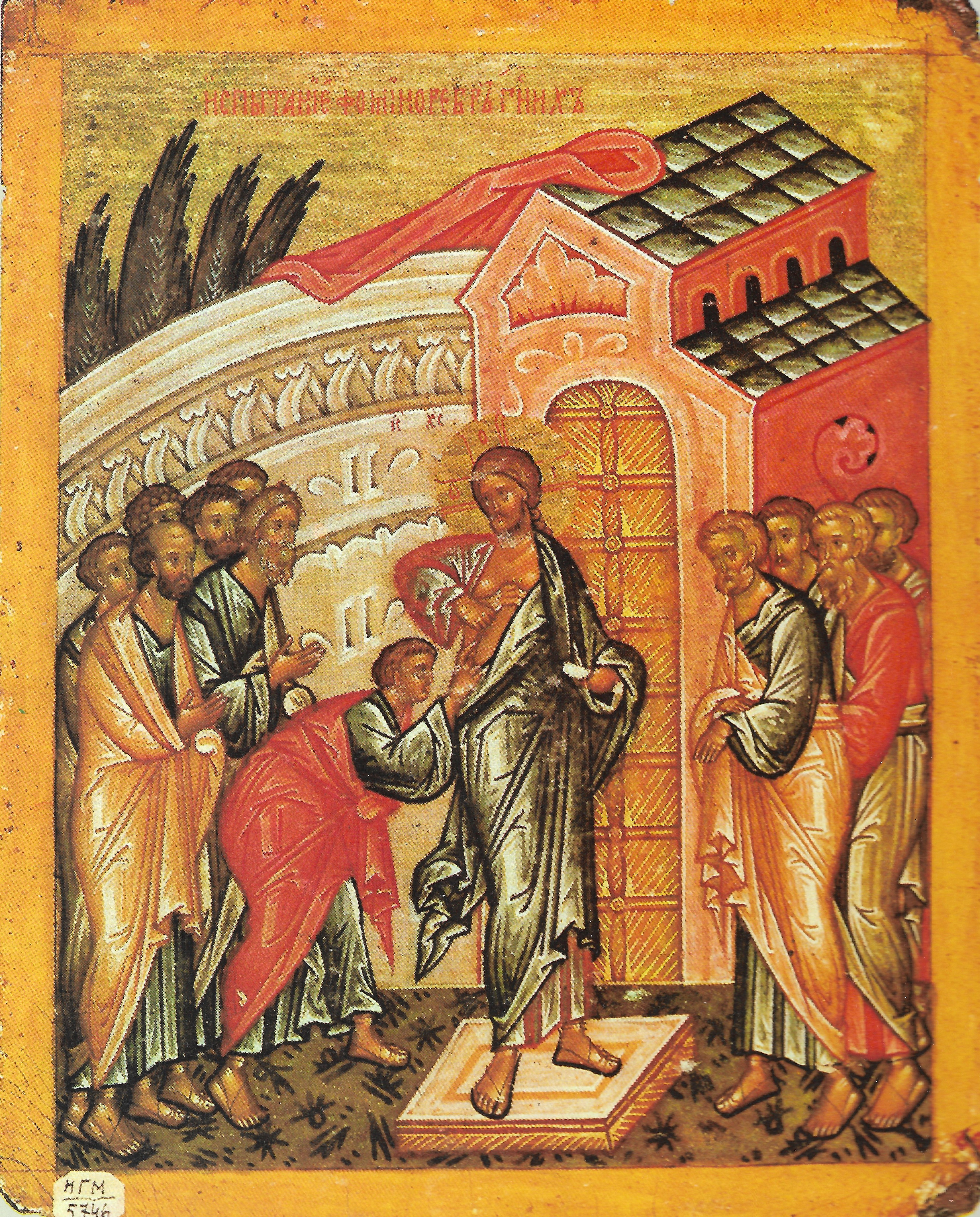
أيقونة بيزنطية تمثل شك توما بالقيامة

## إنظر أيضًا
- نظرة العهد الجديد لحياة المسيح